# Francisco Ferrer Lerín
Francisco Ferrer Lerín (Barcelona, 1 de enero de 1942) es un escritor y ornitólogo español.

## Biografía
Ferrer Lerín estudió bachillerato en los jesuitas de Sarriá, en los escolapios de la calle Diputación y en el Colegio Nelly de la calle Párroco Ubach. A los diecisiete años comenzó sus estudios de medicina y su carrera literaria. En 1964 publicó su primer libro, De las condiciones humanas, y en 1971 recogía parte de sus textos inéditos escritos entre 1960 y 1970 en La hora oval, selección que había resultado finalista del "Primer Premio Maldoror". En 1987 apareció su tercer libro de poemas, Cónsul, nueva antología de poemas, escritos entre 1964 y 1973. Ferrer Lerín ha traducido L'homme aproximatif de Tristan Tzara, Ossi di seppia de Eugenio Montale, L'annonce faite à Marie de Paul Claudel, Trois contes de Gustave Flaubert y Le hasard et la nécessité de Jacques Monod.
A finales de los sesenta, Ferrer Lerín se desplaza a Jaca para ejercer de especialista ornitólogo en el Centro Pirenaico de Biología Experimental del CSIC y persuadir a las autoridades municipales de la necesidad de restablecer los comederos de aves necrófagas. Su leyenda se vincula entonces al trasiego clandestino de carroña y a su talento natural para ganarse la vida con el póquer. A principios de los setenta, regresa temporalmente a Barcelona, se licencia en filología hispánica y trabaja en la editorial Salvat y en el consejo de redacción de Barral Editores. En los años siguientes Ferrer Lerín se adscribe al Departamento de Vertebrados del Museo de Zoología de Barcelona –dependiente de la Universidad de Barcelona– y al ICONA para el Plan de Recuperación de Poblaciones de Grandes Aves Rapaces Carroñeras en los Puertos de Tortosa-Beceite y en el Prepirineo de Lérida y Huesca. En esa época ejerce de profesor de Ornitología de Campo en la Universidad de Barcelona. En 1979 interviene, como responsable de la Sección de Ornitología, en la redacción del Plan de la Corporación Metropolitana de Barcelona.
En la década de los ochenta, Ferrer Lerín viaja a Andalucía con la finalidad de ocupar un puesto de profesor de lingüística catalana en la Universidad de Granada y culminar su tesis doctoral pero trágicas circunstancias dan al traste con estos proyectos. Más tarde es nombrado director de la Escuela Taller de Serrablo, en Sabiñánigo, con algunos de cuyos alumnos pone en funcionamiento una empresa para la rehabilitación de construcciones pirenaicas. Ferrer Lerín es miembro de la Sociedad Española de Ornitología así como del Grupo Mundial de Trabajo sobre las Rapaces y ha publicado sus textos de especialidad en Ibérica, Ardeola, Birds of Prey Bulletin, Miscel.lània Zoològica y C.P.B.E.. Fuera de estas contribuciones, ha colaborado en diversas publicaciones periódicas: El País, La Vanguardia, Estaciones, Diario Jaén, Poesía española, Rocamador, Diario de Barcelona, Informaciones, El Heraldo de Aragón, Papeles de Son Armadans Archivado el 28 de noviembre de 2018 en Wayback Machine., Ínsula y El Estado Mental. Su persona ha aparecido en la obra de Enrique Vila-Matas, que le dedica el capítulo decimosexto de Bartleby y compañía, y en la de Félix de Azúa, que en El diario de un hombre humillado ofrece un fidedigno retrato suyo bajo el apelativo de "el Buitre". Igualmente, Ferrer Lerín protagoniza un breve episodio filológico en Paseos con mi madre de Javier Pérez Andújar.
En el año 2001 Ferrer Lerín escribe, por encargo de Frederic Amat, un guion cinematográfico, Die Rabe, que más adelante es transformado en una novela, publicada en 2005 bajo el título de Níquel. A partir de este momento su producción se multiplica. En el año 2006 la editorial Artemisa saca a la luz su obra poética completa bajo el título de Ciudad Propia, y en 2007 Círculo de Lectores/Galaxia Gutenberg edita El bestiario de Ferrer Lerín, fruto de su proyecto de tesis doctoral sobre los ornitónimos del Diccionario de Autoridades. Un año más tarde aparece en la editorial Eclipsados Papur, libro de bibliofilias, facsímiles, artículos y otras prosas que incluye un apartado final con el guion Die Rabe. En 2009 Tusquets edita, dentro de la colección Nuevos Textos Sagrados, un nuevo libro de poesía, Fámulo, galardonado en abril de 2010 con el Premio de la Crítica. En 2011 aparece en la colección Andanzas de Tusquets una versión revisada y ampliada de Níquel, con el título de Familias como la mía, y en 2012, la editorial Menoscuarto publica Gingival, que recoge las entradas de carácter narrativo de su blog. En 2013 Tusquets publica el volumen de poesía Hiela sangre. En 2014 la editorial Jekyll & Jill publica una selección de relatos de carácter onírico bajo el nombre de Mansa chatarra, y la editorial Leteradura el volumen de cuentos 30 niñas. En 2016 la editorial californiana Michel Eyquem saca la antología bilingüe de versos y prosas Chance Encounters and Waking Dreams, la barcelonesa S.D. Edicions Edad del insecto, amplia recopilación de textos y dibujos que se daban por perdidos, y el maestro impresor malagueño Francisco Cumpián la antología alfabética El primer búfalo. En 2018 aparecen los poemas de Ciudad Corvina, las prosas de Besos humanos en Anagrama, la plaquette Razón y combate y el libro catálogo de la exposición Ferrer Lerín. Un experimento. En 2019 un nuevo poemario en Tusquets, Libro de la confusión, y el ensayo Arte Casual con la colaboración de diversos teóricos, autores y expertos en arte contemporáneo. En 2020 Cuaderno de campo, textos procedentes de entrevistas, y Grafo Pez, poemas. En 2021 se publica una edición crítica de prosas breves, por parte del profesor de la Universidad de Zaragoza Antonio Viñuales Sánchez, bajo el título Casos completos y en 2022 se reedita el volumen de prosas Papur. En 2023 el profesor Joaquín Fabrellas Jiménez publica La condición radical, una aproximación a la obra lírica de Francisco Ferrer Lerín. Ese mismo año, Tusquets publica toda su poesía reunida hasta la fecha. 
En 2016 se desveló su faceta de artista plástico de una manera parcial en el Museo de Arte Contemporáneo de Ibiza. En 2018, el vicerrectorado de Cultura de la Universidad de Málaga organizó una exposición con "piezas sonoras, performances, caligramas, poemas visuales, vídeos y una buena muestra del arte casual" que conmueve al poeta.Y a finales de 2023 ha sido galardonado con el Premio Especial 'Artes & Letras', concedido por el suplemento cultural del diario Heraldo de Aragón. En 2024, para celebrar los 40 años de la aportación del "Arte casual" por parte de Ferrer Lerín, "Jot Down Books" publica el libro Atlas de Arte Casual.

## Obra literaria
- De las condiciones humanas (poesía), Barcelona, Trimer, 1964.
- La hora oval (poesía), Barcelona, Ocnos, 1971.
- Cónsul (poesía), Barcelona, Península, 1987.
- Níquel (novela), Zaragoza, Mira, 2005 (1ª ed.), 2006 (2ª ed.).
- Ciudad propia. Poesía autorizada (edición de Carlos Jiménez Arribas), La Laguna, Artemisa, 2006.
- El bestiario de Ferrer Lerín, Barcelona, Círculo de Lectores/Galaxia Gutenberg, 2007.
- Papur (prosas), Zaragoza, Eclipsados, 2008.
- Fámulo (poesía), Barcelona, Nuevos Textos Sagrados, Tusquets, 2009.
- Familias como la mía (novela), Barcelona, Colección Andanzas, Tusquets, 2011.
- Gingival (prosas), (edición de Fernando Valls), Palencia, Menoscuarto, 2012.
- Hiela sangre (poesía), Barcelona, Nuevos Textos Sagrados, Tusquets, 2013.
- Mansa chatarra (prosas), (edición de José Luis Falcó), Zaragoza, Jekyll & Jill, 2014.
- 30 niñas (cuentos), Valencia, Leteradura, 2014.
- Chance Encounters and Waking Dreams (poesía y prosas), (edición bilingüe de Arturo Mantecón), San Francisco, Michel Eyquem, 2016.
- Edad del insecto (poesía, prosas y dibujos), (edición de Javier Ozón Górriz), Barcelona, S.D. Edicions, 2016.
- El primer búfalo (poesía), (edición de Juan Buil Oliván), Málaga, 2016.
- Ciudad Corvina (poesía), Valencia, 21veintiúnversos, 2018.
- Besos humanos (prosas), (edición de Ignacio Echevarría), Barcelona, Anagrama, 2018.
- Razón y combate (poesía), Málaga, Ediciones Imperdonables, 2018.
- Ferrer Lerín. Un experimento (libro catálogo), Universidad de Málaga, 2018.
- De las condiciones humanas, 2ª ed. facsímil (poesía), Valencia, 2018.
- Libro de la confusión (poesía), Barcelona, Nuevos Textos Sagrados, Tusquets, 2019.
- Grafo Pez (poesía), Madrid, Libros de la resistencia, 2020.
- Casos completos (prosas y poesía), (edición de Antonio Viñuales Sánchez), Valencia, Ediciones Contrabando, 2021.
- Papur, reedición (prosas), Barcelona, Días Contados, 2022.
- Poesía reunida (poesía), (edición de Aurelio Major), Barcelona, Nuevos Textos Sagrados, Tusquets, 2023.

## Obra ensayística-periodística
- Arte Casual (Ferrer Lerín y AA.VV), Sevilla, Athenaica, 2019.
- Cuaderno de campo Archivado el 22 de septiembre de 2020 en Wayback Machine. (textos de entrevistas), Valencia, Ediciones Contrabando, 2020.
- Atlas de Arte Casual, Sevilla, Jot Down, 2024.

## Traducciones
- El azar y la necesidad, Jacques Monod, Barcelona, Barral Editores, 1971.
- La Anunciación a María, Paul Claudel, Estella, Biblioteca General Salvat, 1971.
- Tres cuentos, Gustave Flaubert, Estella, Biblioteca General Salvat, 1972.
- Huesos de sepia, Eugenio Montale, Madrid, Visor, 1973.

## Premios
- Finalista del Premio Internacional de Poesía Maldoror (1970) por La horal oval
- Premio AIPEP (Asociación Independiente de Periodistas, Escritores y Profesionales en Nuevas Tecnologías de la Información) a la mejor publicación (2005) por Níquel
- Premio del Ministerio de Cultura al libro mejor editado (2008), dentro de la categoría "Obras generales y de divulgación", por El Bestiario de Ferrer Lerín
- Premio de la Crítica por Fámulo (2009)
- Premio Extraordinario en los Premios Cálamo 2014 por Mansa chatarra.
- Premio Especial 'Artes y Letras' 2023 del suplemento cultural homónimo del diario Heraldo de Aragón.